# Monasterio de San Dionisio

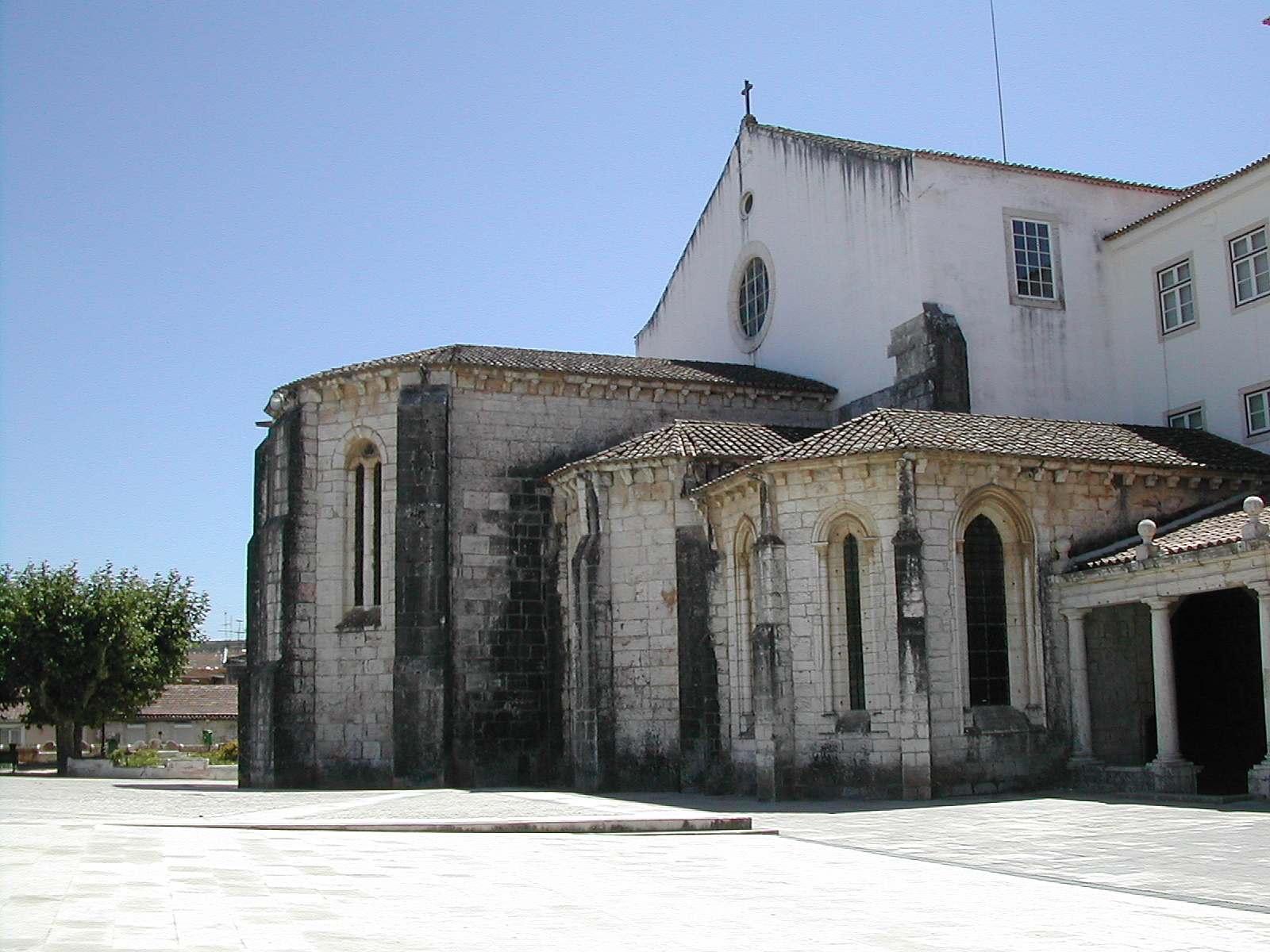
Vista del monasterio.

El Monasterio de San Dionisio y San Bernardo de Odivelas se encuentra en la freguesia portuguesa de Odivelas. Es un ejemplar de la arquitectura religiosa, siendo calificado de interés nacional. Construido bajo el mandato de Don Dionisio I de Portugal, cuyos arquitectos fueron los maestros Antão e Afonso Martins, sirvió para abrigar a religiosos de la Orden del Císter en el siglo XIII.
Presenta diferentes estilos arquitectónicos como el gótico, manuelino y barroco. A lo largo de los años fue siendo alterado de acuerdo con las obras y los gustos de cada época. De la construcción inicial solo permanece la cabecera gótica con bóvedas de nervuras chafadas.
Dentro de la capilla absidial reposa en su tumba Dionisio I. En otra capilla, se encuentra el túmulo vacío de María de Portugal, hija ilegítima del rey Dionisio, y en otra sepultura reposa el infante Juan, hijo de Alfonso IV de Portugal, que falleció cuando tenía un año de edad.
Fue escenario del «Auto de la Cananea», de Gil Vicente, pedido por la Abadesa Violante para ser representado allí. Ha sido fruto de diversas ocupaciones, este edificio es hoy en día un colegio femenino para las hijas de militares, y se encuentra bajo la responsabilidad del Ministerio de Defensa de Portugal.